# Штутгарт (аеропорт)
Штутгарт (нім. Flughafen Stuttgart) раніше (нім. Flughafen Stuttgart-Echterdingen) (IATA: STR, ICAO: EDDS) — міжнародний аеропорт, розташований приблизно за 12 км на південь від міста Штутгарт, Німеччина.
Аеропорт знаходиться на межі міст Лайнфельден-Ехтердінген, Фільдерштадт і безпосередньо Штутгарту. Є шостим по завантаженості аеропортом Німеччини та провідним аеропортом землі Баден-Вюртемберг з пасажирообігом 10 944 096 осіб на 2017 рік.
Аеропорт є хабом для:
- Eurowings
- Condor
- TUI fly Deutschland

Аеропорт є штаб-квартирою для компанії автомобільного паркування APCOA.
В 2007 році Штутгартський торговий ярмарок (Stuttgart Trade Fair), що є дев'ятим найбільшим виставковим центром Німеччини, було розташовано на території безпосередньо поруч з аеропортом, тим самим піднімаючи престиж аеропорту.

## Термінали
Міжнародний аеропорт Штутгарта має 4 пасажирські термінали. Термінали 1, 2 і 3 розташовані в одній будівлі і з'єднані між собою коридорами.
- Термінал 1. В основному використовується німецькими авіаперевізниками — Lufthansa та Germanwings і має 50 стійок реєстрації.
- Термінал 2 — невеликий в порівнянні з іншими терміналами, він також обслуговує рейси авіакомпанії Germanwings і має 9 стійок реєстрації.
- Термінал 3. Другий за розміром термінал, приймає рейси TUIfly, KLM та інших авіакомпаній. Має 39 стійок реєстрації.
- Термінал 4. Знаходиться в окремій будівлі, але з'єднаний переходом з іншими терміналами. Використовується для обслуговування чартерних рейсів. Має 17 стійок реєстрації. У березні 2018 року адміністрація аеропорту оголосила, що Термінал 4 буде повністю перебудований та розширений у найближчі роки[3].

## Авіалінії та напрямки, серпень 2023

### Пасажирські
| Авіакомпанія                  | Пункт призначення |
| ----------------------------- | --- |
| Aegean Airlines               | Афіни, Салоніки Сезонний: Іракліон |
| Air Cairo                     | Сезонно: Хургада, Марса-Алам |
| Air France                    | Париж–Шарль де Голль |
| Air Serbia                    | Белград |
| airBaltic                     | Рига |
| AtlasGlobal                   | Стамбул–Сабіха Гекчен Сезонний: Анталія |
| Austrian Airlines             | Відень |
| British Airways               | Лондон–Хітроу |
| Condor                        | Фуертевентура, Гран-Канарія, Хургада, Пальма-де-Майорка, Тенерифе-Південний Сезонно: Корфу, Мадейра, Іракліон, Кос, Лансароте (з 31 жовтня 2023), Превеза, Родос |
| Corendon Airlines             | Анталія, Ізмір |
| Dan Air                       | Брашов |
| Delta Air Lines               | Атланта |
| European Air Charter          | Сезонний чартер: Бургас, Варна |
| Eurowings                     | Аліканте, Амстердам, Афіни, Барселона, Бейрут, Берлін, Бремен, Будапешт, Катанія, Дубай (з 29 жовтня 2023),Фару, Гран-Канарія, Гамбург, Ла-Пальма, Лісабон, Лондон–Хітроу, Малага, Мілан–Мальпенса, Неаполь, Пальма-де-Майорка, Приштина, Рим–Ф'юмічіно, Сараєво, Спліт, Стокгольм–Арланда, Салоніки, Валенсія, Відень, Загреб Сезонні: Адана, Анталія, Барі, Бастія, Більбао, Бріндізі, Бухарест, Бургас, Кальярі, Ханья, Корфу, Дубровник, Фуертевентура, Мадейра, Іракліон, Ібіца, Ізмір, Каламата, Кавала, Кос, Краків, Кютах'я, Ламеція-Терме, Лансароте, Ларнака, Міконос, Ніцца, Ольбія, Палермо, Піза, Порту, Превеза, Пула, Родос, Рієка, Санторіні, Софія, Зюльт, Тбілісі, Тенерифе-Південний, Тімішоара, Тирана, Тіват, Туніс, Варна, Венеція, Задар, Закінф Сезонний чартер: Арвідсьяур |
| Freebird Airlines             | Сезонний чартер: Анталія |
| Iberia Express                | Мадрид |
| Israir Airlines               | Сезонно: Тель-Авів |
| ITA Airways                   | Мілан–Лінате |
| KLM                           | Амстердам |
| LOT Polish Airlines           | Варшава–Шопен |
| Lufthansa                     | Франкфурт, Мюнхен |
| Marabu                        | Сезонно: Іракліон |
| Nouvelair                     | Джерба Сезонний: Монастір |
| Pegasus Airlines              | Анкара, Кайсері, Стамбул–Сабіха Гекчен, Ізмір |
| Scandinavian Airlines         | Копенгаген Сезонний: Осло-Гардермуен |
| Southwind Airlines            | Сезонний чартер: Анталія |
| SunExpress                    | Адана, Анкара, Анталія, Газіантеп, Ізмір, Кайсері, Самсун Сезонний: Бодрум, Даламан, Діярбакир, Елязиг, Хатай, Конья, Трабзон |
| Swiss International Air Lines | Цюрих |
| Tailwind Airlines             | Анталія |
| TUI fly Deutschland           | Боа-Віста, Фуертевентура, Мадейра, Гран-Канарія, Хургада, Лансароте, Пальма-де-Майорка, Сал, Тенеріфе-Південний Сезонний: Корфу, Даламан, Джерба, Фару, Іракліон, Херес, Кос, Менорка, Патри, Родос |
| Turkish Airlines              | Стамбул Сезонний: Адана, Анкара, Анталія, Елязиг, Газіантеп, Ізмір, Кайсері, Орду, Самсун, Трабзон |
| Twin Jet                      | Ліон |
| Volotea                       | Бордо, Нант (з 12 жовтня 2023) |
| Vueling                       | Барселона, Пальма-де-Мальорка |

### Вантажні
| Авіакомпанія | Пункт призначення         |
| ------------ | ------------------------- |
| DHL Aviation | Лейпциг/Галле, Кельн/Бонн |

## Статистика

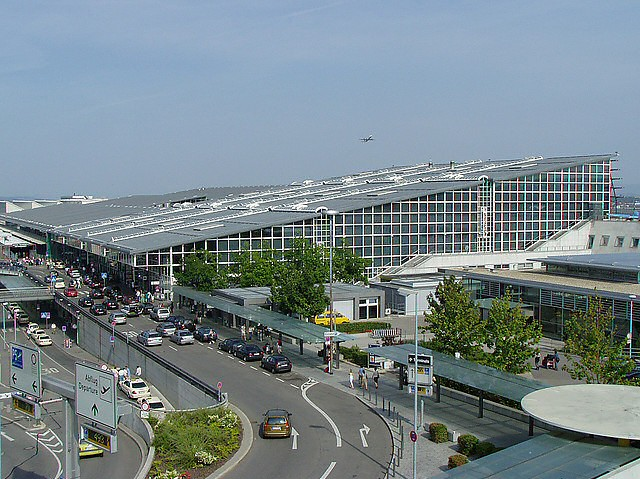
Термінали 1,2,3

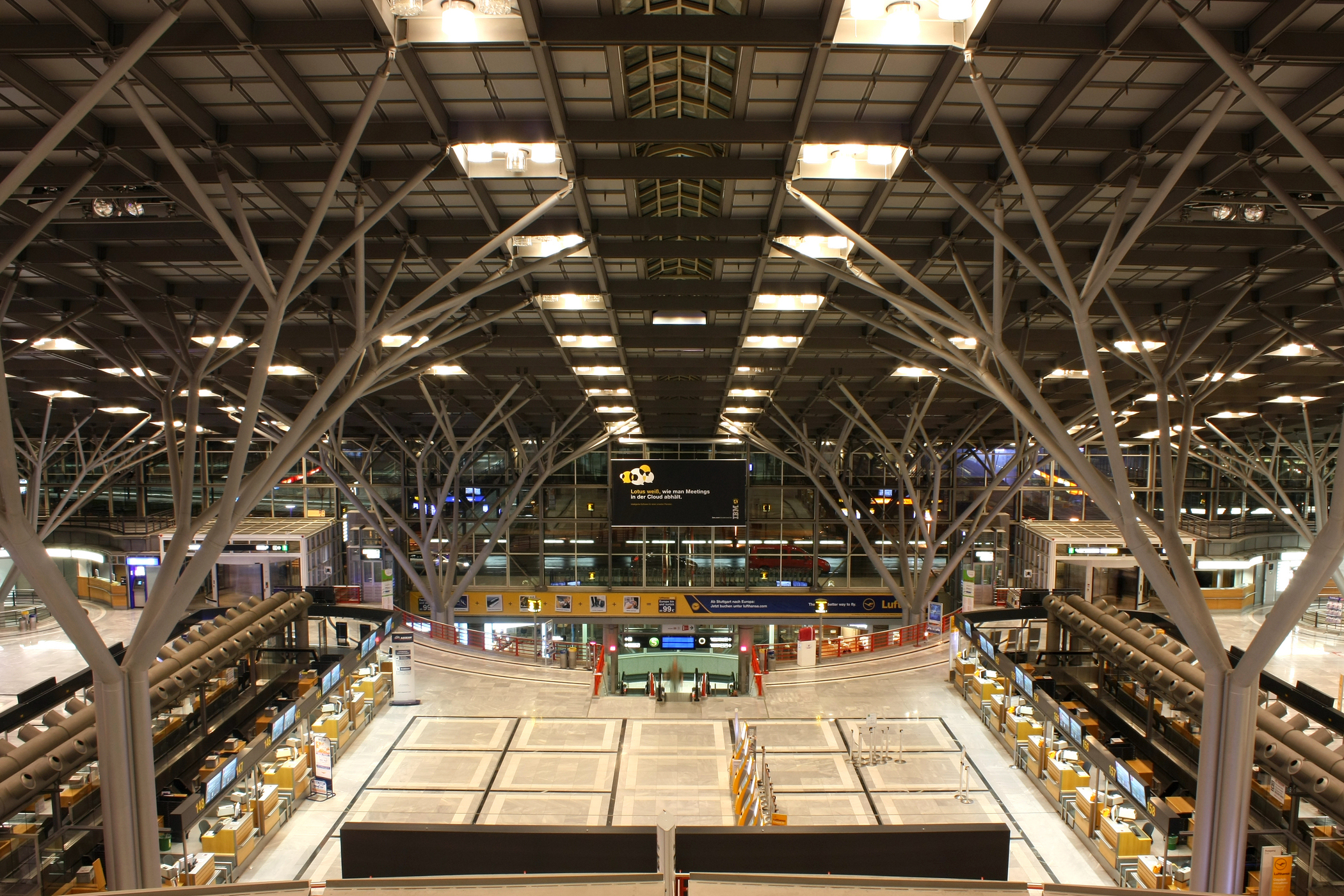
Один з двох провідних холів

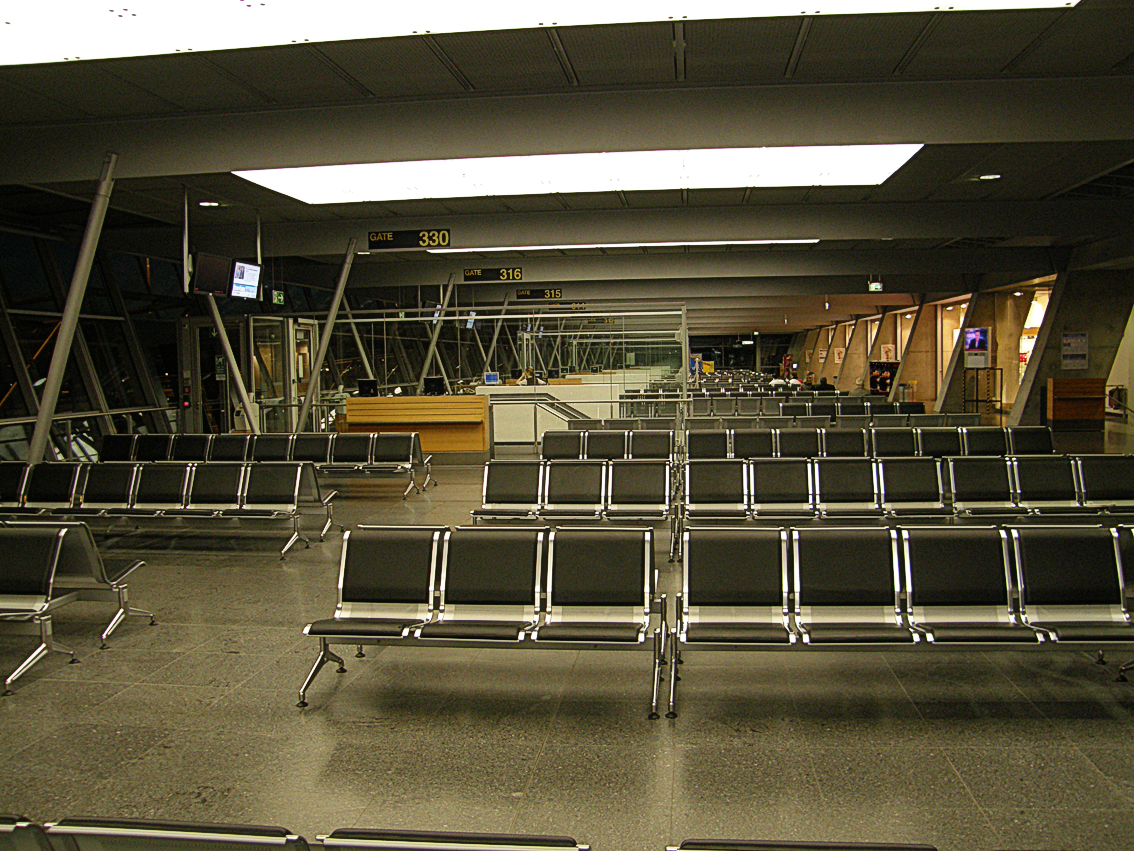
За відправлення

Див. джерело запитів Вікіданих та джерела.
|                           | Пасажирообіг | Авіаційний трафік |
| ------------------------- | ------------ | ----------------- |
| 1999                      | 7,688,951    | 119,904           |
| 2000                      | ▲ 8,141,020  | ▲ 150,451         |
| 2001                      | ▼ 7,642,409  | ▼ 146,771         |
| 2002                      | ▼ 7,284,319  | ▼ 144,208         |
| 2003                      | ▲ 7,595,286  | ▲ 144,903         |
| 2004                      | ▲ 8,831,216  | ▲ 156,885         |
| 2005                      | ▲ 9,413,671  | ▲ 160,405         |
| 2006                      | ▲ 10,111,346 | ▲ 164,735         |
| 2007                      | ▲ 10,328,120 | ▼ 164,531         |
| 2008                      | ▼ 9,932,887  | ▼ 160,243         |
| 2009                      | ▼ 8,941,990  | ▼ 141,572         |
| 2010                      | ▲ 9,226,546  | ▼ 135,335         |
| 2011                      | ▲ 9,591,461  | ▲ 136,580         |
| 2012                      | ▲ 9,735,087  | ▼ 131,524         |
| 2013                      | ▼ 9,588,692  | ▼ 124,588         |
| 2014                      | ▲ 9,730,531  | ▼ 124,452         |
| 2015                      | ▲ 10,527,202 | ▲ 130,491         |
| 2016                      | ▲ 10,640,610 | ▼ 129,704         |
| 2017                      | ▲ 10,944,096 | ▼ 111,330         |
| Source: Stuttgart Airport |              |                   |

## Наземний транспорт

### Автостради
Поруч з аеропортом прямують дві автостради: на північ від аеропорту Автострада A8, що сполучає аеропорт з Карлсруе, Ульмом, Аугсбургом та Мюнхеном. Автострада B27 прямує до центру міста Штутгарт, а також до Тюбінгена та Ройтлінгена.

### Автобуси
Аеропорт сполучений автобусами з регіональними містами: Есслінген-ам-Неккар, Ройтлінген, Тюбінген. Оператори DeinBus та Flixbus сполучають аеропорт з Штутгартом та багатьма великими містами Німеччини.

### Stuttgart S-Bahn
Лінії S2 та S3 Stuttgart S-Bahn сполучають станції Штутгарт та Аеропорт Штутгарт/Мессе. Час в дорозі близько 30 хвилин.